# DeathbyRomy
DeathbyRomy, de son nom civil Romy Flores (née le 19 décembre 1999 à Los Angeles, Californie), est une auteure-compositrice-interprète américaine. Née et élevée à Los Angeles, elle commence se professionnalise dans la musique à l'âge de 15 ans. Depuis la sortie de son premier LP Monsters en 2018, Flores sort trois albums studio. Elle est surtout connue pour son single Problems de 2019, qui a accumulé plus de 60 millions d'écoutes sur Spotify à la suite de son succès sur le service d'hébergement de vidéos TikTok.

## Biographie
Flores est née le 19 décembre 1999 à Los Angeles, en Californie. Elle est d'origine mixte, son père étant mexicain et sa mère européenne,. Elle écrit sa première chanson à l'âge de 5 ans.
Flores sort sa première chanson à l'âge de 15 ans, son premier single sur Spotify, Tiempo. Elle continue à sortir de la musique sans être signée pendant une année, au cours de laquelle elle sort également son premier album Monsters, qui comprenait des featuring avec d'autres chanteurs tels que Lil B et Yung Bans. Son nom de scène, DeathbyRomy, vient de ses luttes passées avec des tendances suicidaires et est une tentative de « revendiquer l'amour personnel ». En 2019, Flores signe avec le label Capitol Records pour son prochain projet. Le 4 octobre 2019, elle publie le single Problems, premier extrait de son prochain EP. La chanson devient virale sur TikTok, devenant son succès de rupture et sa chanson la plus diffusée sur Spotify et YouTube. L'EP Love U - to Death sort le même mois, suivi l'année suivante par un remix de Problems avec 24kGoldn.
En 2020, Flores sort plusieurs singles, dont des chansons figurant sur la bande-son du film à suspense Promising Young Woman. Son deuxième album studio, Songs For My Funeral, sort en août 2021, après le single promotionnel Day I Die sorti le mois précédent. L'album contient Problems, ainsi que plusieurs des singles de l'année précédente. En 2021, Flores et Mothica sont invités par Ellise sur le titre Soul Sucker, Pt. 2.
Depuis 2022, Flores sort de la musique sans label. Le 28 octobre 2022, elle sort son troisième album studio Entropy. Un an plus tard, le 27 octobre 2023, elle sort le single Hellhound avec Jazmin Bean.

## Discographie

### Albums studio
- 2018 : Monsters
- 2021 : Songs for My Funeral
- 2022 : Entropy
- 2025 : Hollywood Forever

### EP
- 2019 : Love U - To Death